# Чигова, Джордж
Джордж Чигова (англ. George Chigova, 4 марта 1991, Зимбабве — 15 ноября 2023, Претория) — зимбабвийский профессиональный футболист, игравший на позиции вратаря, в частности, в Южной Африке за клубы Премьер-лиги «Полокване Сити» и «Суперспорт Юнайтед».

## Клубная карьера
В феврале 2014 года было объявлено, что Чигова присоединится к южноафриканскому клубу «Суперспорт Юнайтед» на сезон 2014-15, согласовав трёхлетний контракт. Сумма трансфера, выплаченная базирующейся в Хараре команде «Дайнамоз», составила 120 000 долларов.
В июле 2015 года Чигова перешёл в Полокване Сити, подписав трёхлетний контракт. Он дебютировал за клуб в лиге 22 сентября 2015 года, сохранив ничейный результат с ничьей 0-0 с «Орландо Пайрэтс».

## Международная карьера
Лучший вратарь чемпионата КОСАФА для игроков до 20 лет, который состоялся в 2010 году.
В январе 2014 года тренер Ян Горова пригласил его в состав сборной Зимбабве на чемпионате африканских наций 2014 года. Он помог команде занять четвёртое место после поражения от Нигерии со счётом 1-0.

## Смерть
Чигова умер 15 ноября 2023 года, потеряв сознание дома. Ему было 32 года. Чигова впервые потерял сознание во время тренировки своего клуба «Суперспорт Юнайтед» в ЮАР в июле 2023 года. Сообщается, что у него диагностировали сердечное заболевание, и он на некоторое время был отстранён от игры.

## Награды и почести
Зимбабве
- Кубок КОСАФА: 2017, 2018[англ.][12]